# Delwen Lowell Jensen

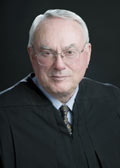
Delwen Lowell Jensen

Delwen Lowell Jensen (* 3. Juni 1928 in Brigham City, Utah) ist ein ehemaliger US-amerikanischer Rechtsanwalt, Staatsanwalt und Richter, der auch stellvertretender US Attorney General war.

## Leben
Nach dem Schulbesuch studierte Jensen zunächst an der University of California at Berkeley und erwarb dort 1949 einen Bachelor of Arts (B.A.). Anschließend studierte er an der dortigen Law School, der Boalt Hall, Rechtswissenschaften und schloss dieses Studium 1952 mit einem Bachelor of Laws (LL.B.) ab. Danach leistete er von 1952 bis 1954 seinen Militärdienst in der US Army und wurde zuletzt zum Korporal befördert.
Nachdem er zwischenzeitlich 1953 seine anwaltliche Zulassung im Bundesstaat Kalifornien erhalten hatte, war er nach Beendigung seines Militärdienstes zunächst als Rechtsanwalt tätig, ehe er zwischen 1955 und 1969 stellvertretender Bezirksstaatsanwalt von Alameda County (Deputy District Attorney beziehungsweise Assistant District Attorney) war. Im Anschluss war er schließlich selbst von 1969 bis 1980 Bezirksstaatsanwalt des Alameda County. Während dieser Zeit war er außerdem zwischen 1970 und 1974 Mitglied des Board of Directors der California Crime Technological Research Foundation und von 1979 bis 1980 Präsident der California District Attorneys Association.
Nach Beendigung seiner Tätigkeit als Bezirksstaatsanwalt wurde er 1980 United States Assistant Attorney General und war als solcher auch bis 1983 Leiter der Abteilung für Strafrecht (Criminal Division) im US-Justizministerium. Anschließend war er zuerst von 1983 bis 1985 als Nachfolger von Rudy Giuliani Associate Attorney General, ehe er danach bis 1986 als Deputy Attorney General stellvertretender Justizminister war.
Im Juni 1986 wurde Jensen als Nachfolger von William Horsley Orrick zum Richter am Bundesbezirksgericht für den nördlichen Distrikt Kaliforniens berufen und übte dieses Richteramt bis zu seinem Wechsel in den Senior-Status im Juni 1997 aus.